# Новослобідська сільська територіальна громада
Новослобідська сільська територіальна громада — територіальна громада в Україні, у Конотопському районі Сумської області. Адміністративний центр — село Нова Слобода.
Площа громади — 357 км², населення — 3701 мешканець (2018).
Утворена 13 липня 2017 року шляхом об'єднання Бунякинської, Князівської, Линівської, Новослобідської, Червоноозерської та Юр'ївської
сільських рад Путивльського району.
19 липня 2020 року, в результаті адміністративно-територіальної реформи та ліквідації Путивльського району, громада увійшла до складу новоутвореного Конотопського району.

## Населені пункти
До складу громади входять 3 селища (Волинцівське, Новослобідське, Партизанське) і 33 села: Бояро-Лежачі, Бруски, Бувалине, Бунячине, Волинцеве, Воронівка, Вощинине, Гірки, Дорошівка, Жари, Іванівка, Князівка, Козлівка, Кружок, Линове, Мазівка, Манухівка, Мачулища, Мінакове, Нова Слобода, Нові Гончарі, Оріхівка, Почепці, Рівне, Сахарове, Свобода, Сиром'ятникове, Старі Гончарі, Уцькове, Чаплищі, Червоне Озеро, Ширяєве, Юрієве.